# Julia Rocka
Julia Rocka (ur. 24 września 1999 w Warszawie) – polska piosenkarka, aktorka, autorka tekstów oraz kompozytorka.

## Życiorys

### Edukacja
W 2018 roku ukończyła II Liceum Ogólnokształcące z Oddziałami Dwujęzycznymi im. Stefana Batorego w Warszawie. W 2023 roku ukończyła studia na Wydziale Aktorskim PWSFTviT w Łodzi.

### Kariera
W lipcu 2020 roku wraz z Michałem Głomskim spontanicznie nagrała i opublikowała utwór „Jeep”, który stał się popularny w aplikacji TikTok, a w grudniu 2020 roku znalazł się na pierwszym miejscu listy Viral 50 Poland w serwisie Spotify, w którym do 2022 roku został odtworzony prawie 4,5 miliona razy. 31 października 2020 roku opublikowała utwór „Twój smak”, który w 2021 roku promował drugi sezon serialu Kontrola.
5 listopada 2021 pod szyldem wytwórni Sony Music Polska wydała singiel „Oficjalna wersja zdarzeń”, za którego sprzedaż w sierpniu 2022 roku uzyskała certyfikat złotej płyty. Singiel został odsłuchany ponad 5 mln razy w serwisie Spotify. 25 lutego 2022 wydała singiel „Blow-Up”, który nagrała z gościnnym udziałem rapera Kukona. 18 maja wydała singiel „Balans”, którego wersja akustyczna została wydana w następnym jako część akcji Spotify Radar Polska. 3 lutego 2023 wydała swój debiutancki album pt. Blaza.

## Dyskografia

### Albumy studyjne
| Rok  | Album | Pozycja na iście |
| Rok  | Album | POL              |
| ---- | --- | ---------------- |
| 2023 | Blaza - Wydany: 3 lutego 2023 - Wytwórnia: Sony Music Entertainment Poland - Format: CD, digital download, streaming     | 12               |
| 2025 | Gorset - Wydany: 11 kwietnia 2025 - Wytwórnia: Sony Music Entertainment Poland - Format: CD, digital download, streaming | 13               |

### Single
Jako główna artystka
| Rok                                                       | Tytuł                                         | Najwyższe pozycje na listach | Najwyższe pozycje na listach | Najwyższe pozycje na listach | Najwyższe pozycje na listach | Najwyższe pozycje na listach | Certyfikat          | Album  |
| Rok                                                       | Tytuł                                         | POL                          | POL                          | POL                          | POL                          | SLiP                         | Certyfikat          | Album  |
| Rok                                                       | Tytuł                                         | Apple Music                  | iTunes                       | Shazam                       | Spotify                      | SLiP                         | Certyfikat          | Album  |
| --------------------------------------------------------- | --------------------------------------------- | ---------------------------- | ---------------------------- | ---------------------------- | ---------------------------- | ---------------------------- | ------------------- | ------ |
| 2020                                                      | „Jeep”                                        | 136                          | 27                           | 127                          | 164                          | –                            | - ZPAV: złota płyta | Blaza  |
| 2020                                                      | „Twój smak”                                   | –                            | –                            | –                            | –                            | –                            |                     | Blaza  |
| 2021                                                      | „Oficjalna wersja zdarzeń”                    | 77                           | 16                           | 75                           | 45                           | 17                           | - ZPAV: złota płyta | Blaza  |
| 2022                                                      | „Blow-Up” (gośc. Kukon)                       | 96                           | 33                           | –                            | 88                           | –                            | - ZPAV: złota płyta | Blaza  |
| 2022                                                      | „Balans”                                      | –                            | 36                           | –                            | –                            | –                            |                     | Blaza  |
| 2022                                                      | „Się poznali”                                 | –                            | –                            | –                            | –                            | –                            |                     | Blaza  |
| 2022                                                      | „Ciche disco”                                 | –                            | 21                           | –                            | –                            | –                            |                     | Blaza  |
| 2022                                                      | „Niebieski sweter”                            | 200                          | 29                           | –                            | –                            | –                            |                     | Blaza  |
| 2023                                                      | „Akcja!”                                      | 182                          | 18                           | –                            | –                            | –                            |                     | Blaza  |
| 2023                                                      | „Welur”                                       | –                            | –                            | –                            | –                            | –                            |                     | Blaza  |
| 2024                                                      | „Mam koleżankę”                               | –                            | –                            | –                            | –                            | –                            |                     | Gorset |
| 2024                                                      | „I że czuję się sam” (gośc. Michał Szczygieł) | –                            | 16                           | 77                           | –                            | –                            |                     | Gorset |
| 2024                                                      | „Myślę o Tobię przed snem”                    | –                            | 40                           | –                            | –                            | –                            |                     | Gorset |
| 2024                                                      | „Tortury”                                     | –                            | –                            | –                            | –                            | –                            |                     | Gorset |
| 2025                                                      | „Gorset”                                      | –                            | 99                           | –                            | –                            | –                            |                     | Gorset |
| 2025                                                      | „Casting/Fuckboy”                             | –                            | 74 / 25                      | –                            | –                            | –                            |                     | Gorset |
| „–” oznacza, że singiel nie był notowany na danej liście. |                                               |                              |                              |                              |                              |                              |                     |        |

Single promocyjne
| Rok                                                       | Tytuł                             | Najwyższe pozycje na listach | Najwyższe pozycje na listach | Album |
| Rok                                                       | Tytuł                             | POL                          | POL                          | Album |
| Rok                                                       | Tytuł                             | Shazam                       | Spotify                      | Album |
| --------------------------------------------------------- | --------------------------------- | ---------------------------- | ---------------------------- | ----- |
| 2022                                                      | „Balans (akustycznie, na harfie)” | –                            | –                            |       |
| 2025                                                      | „Siostra”                         | -                            | -                            |       |
| „–” oznacza, że singiel nie był notowany na danej liście. |                                   |                              |                              |       |

Inne notowane utwory
| Rok                                                       | Tytuł                 | Najwyższe pozycje na listach | Najwyższe pozycje na listach | Album |
| Rok                                                       | Tytuł                 | POL                          | POL                          | Album |
| Rok                                                       | Tytuł                 | Apple Music                  | Spotify                      | Album |
| --------------------------------------------------------- | --------------------- | ---------------------------- | ---------------------------- | ----- |
| 2023                                                      | „Jednoosobowy wyścig” | 110                          | –                            | Blaza |
| „–” oznacza, że singiel nie był notowany na danej liście. |                       |                              |                              |       |

### Teledyski
| Rok  | Tytuł                      | Reżyseria / realizacja                       | Źródło |
| ---- | -------------------------- | -------------------------------------------- | ------ |
| 2020 | „Jeep”                     | Julia Rocka, Maciek Bernaś                   | [ 38 ] |
| 2020 | „Twój smak”                | Julia Rocka, Julia Tokarczyk                 | [ 9 ]  |
| 2021 | „Oficjalna wersja zdarzeń” | Wojtek S.                                    | [ 39 ] |
| 2022 | „Blow-Up” (gośc. Kukon)    | ICE BOBO                                     | [ 40 ] |
| 2022 | „Balans”                   | Julek Tałandziewicz                          | [ 41 ] |
| 2022 | „Ciche disco”              | Adam Duraj                                   | [ 42 ] |
| 2022 | „Niebieski sweter”         | Julia Rocka, Martyna Chi                     | [ 43 ] |
| 2023 | „Akcja!”                   | Martyna Chi                                  | [ 44 ] |
| 2023 | „Jednoosobowy wyścig”      | Martyna Chi                                  | [ 45 ] |
| 2023 | „Obiecałeś”                | Martyna Chi                                  | [ 46 ] |
| 2023 | „Jestem za...”             |                                              | [ 47 ] |
| 2023 | „Welur”                    | Dawid Ziemba                                 | [ 48 ] |
| 2024 | „Mam Koleżankę”            | Adam Unierzyski, Martyna Chi                 | [ 49 ] |
| 2024 | „I że czuje się sam”       | Dawid Ziemba, Kuba Kapała, Artur Strączek    | [ 49 ] |
| 2024 | „Myślę o Tobie przed snem” | Mateusz Faliński, Julia Rocka, Bartosz Jasik | [ 49 ] |
| 2024 | „Tortury”                  | Mateusz Faliński, Julia Rocka, Bartosz Jasik | [ 49 ] |
| 2025 | „Skalpel”                  |                                              | [ 49 ] |
| 2025 | „Siostra”                  |                                              | [ 49 ] |
| 2025 | „Terapeuta”                |                                              | [ 49 ] |
| 2025 | „Skulona”                  |                                              | [ 49 ] |
| 2025 | „Happy Together”           |                                              | [ 49 ] |
| 2025 | „Korki”                    |                                              | [ 49 ] |
| 2025 | ”Znalazłam Przyjaciela”    |                                              | [ 49 ] |

## Przedstawienia teatralne
| Spektakle teatralne |                   |                  |                       |
| Rok                 | Tytuł             | Rola             | Teatr                 |
| 2021                | Mary Page Marlowe | psychoterapeutka | Teatr Studyjny (Łódź) |

## Filmografia

### Filmy
| Rok  | Tytuł                                                            | Rola                            |
| ---- | ---------------------------------------------------------------- | ------------------------------- |
| 2015 | „Czas niedokończony. Wiersze księdza Jana Twardowskiego.”        | Julia Rocka (we własnej osobie) |
| 2019 | „Carrie”                                                         | Aktorka                         |
| 2020 | „Po cienkim lodzie”                                              | Pielęgniarka                    |
| 2020 | „Całe moje życie”                                                | Młoda Danusia                   |
| 2023 | „Też to słyszycie” - film krótkometrażowy reż. Nataszy Parzymies | Sylwia                          |

### Seriale
| Rok  | Tytuł              | Rola                     | Uwagi                    |
| ---- | ------------------ | ------------------------ | ------------------------ |
| 2019 | „Stulecie Winnych” | Pokojówka Iwaszkiewiczów | Sezon 2 Odcinek 1 oraz 7 |

## Udzielanie głosu w audiobookach
| Rok  | Tytuł               | Autor          | Rola         |
| ---- | ------------------- | -------------- | ------------ |
| 2022 | „Z pierwszej piłki” | Remigiusz Mróz | Kala Krygier |

## Nagrody i nominacje
| Rok  | Konkurs                                                                | Kategoria                         | Tytułem             | Wynik     |
| ---- | ---------------------------------------------------------------------- | --------------------------------- | ------------------- | --------- |
| 2022 | Grand Prix 40. Festiwalu Szkół Teatralnych w Łodzi (Mary Page Marlowe) | N/A                               | N/A                 | Wygrana   |
| 2023 | Fryderyki 2023                                                         | Zespół / Projekt Artystyczny Roku | Julia Rocka i Kukon | Nominacja |